# 1826 na música

## Nascimentos
| Data       | Nome           | Profissão  | Nacionalidade  | Observações | Ref |
| ---------- | -------------- | ---------- | -------------- | ----------- | --- |
| 4 de Julho | Stephen Foster | compositor | Estados Unidos | m. 1864     |     |

## Mortes
| Data          | Nome                    | Profissão            | Nacionalidade | Observações | Ref |
| ------------- | ----------------------- | -------------------- | ------------- | ----------- | --- |
| 17 de Janeiro | Juan Crisóstomo Arriaga | compositor           | Espanha       | n. 1806     |     |
| 5 de Junho    | Carl Maria von Weber    | compositor de óperas | Alemanha      | n. 1786     |     |